# Бон, Рихард
Карл Теодор Рихард Бон (нем. Karl Theodor Richard Bohn, 29 декабря 1849, Берлин — 22 августа 1898, Гёрлиц, Саксония) — немецкий архитектор и археолог, исследователь античного Пергама и Пергамского алтаря.

## Биография
Рихард Бон родился в семье живописца портретного жанра Генриха Бона и Шарлотты Генриетты Элеоноры Шрёдер. Он получил гуманитарное образование в гимназии Фридриха Вильгельма (Friedrich-Wilhelms-Gymnasium) в Берлине, затем, следуя своим склонностям одновременно к технике и рисованию, поступил в Королевскую строительную академию и в 1871 году с отличием сдал экзамен на строительного мастера. В последующие годы Бон трудился разнорабочим в Министерстве общественных работ, в том числе в 1873 году на завершении Колонны Победы в Берлине.
Увлечение археологией началось благодаря знакомству с Фридрихом Адлером, которого Бон знал со времени своего обучения в Берлинской строительной академии. Осенью 1877 года он был первым архитектором, который сопровождал Адлера в Олимпию, где они приняли участие, как и Вильгельм Дёрпфельд, в археологических раскопках под руководством Эрнста Курциуса. Полтора года спустя Бон выполнил свою первую самостоятельную полевую работу: обмеры и реконструкцию Пропилей Афинского акрополя. Его отчёт, появившийся в 1882 году, отличался обстоятельностью и точностью. Осенью 1879 года Рихарда Бона пригласили работать над изучением архитектуры античного Пергама в Малой Азии. Здесь он семь лет работал вместе с руководителем раскопок Карлом Хуманом, с которым дружил до самой смерти. Обширная переписка археологов хранится в архиве Немецкого археологического института в Берлине.
10 февраля 1884 года в Смирне он женился на Ольге Шмидт и имел троих детей.
После завершения основного этапа раскопок в Пергаме в 1886 году Рихард Бон был удостоен звания почётного доктора Страсбургского университета. В 1887 году он стал директором Королевской строительной торговой школы в Нинбурге, Нижняя Саксония. В 1895 году Бон переехал в Гёрлиц, где также возглавил строительную школу.
Последние годы его жизни были омрачены травмой колена, которую он получил в Пергаме в 1886 году. После операции Бон в последний раз поехал в Пергам в 1896 году, чтобы дополнить свои предыдущие наблюдения. После возвращения его здоровье ухудшилось. В январе 1897 года ему ампутировали ногу, но саркома на колене продолжала распространяться. Бон умер 22 августа 1898 года в возрасте 48 лет.

## Основной итог научной деятельности
В Пергаме главным направлением исследований Бона был Пергамский алтарь, в особенности реконструкция его изначальной архитектуры на основании найденных им фрагментов фундамента. Эта работа послужила основой для воссоздания Пергамского алтаря в Берлине. Бон также представил обширные отчёты о других зданиях города, включая гимнасий и храм Афины (ранее известные только по литературным описаниям). Последняя публикация Рихарда Бона, «Святилище Афины Полиады Никифор» (Das Heiligtum der Athena Polias Nikephoros, 1886), появилась в качестве второго тома берлинского издания «Древности Пергама» (Altertümer von Pergamon).

## Публикации
- Храм Афины Полиады в Пергаме (Der Tempel der Athena Polias zu Pergamon). 1882

- Пропилеи Акрополя в Афинах (Die Propylaeen der Akropolis zu Athen). 1882

- Храм Диониса в Пергаме (Der Tempel des Dionysos zu Pergamon). 1885)

- Святилище Афины Полиады Никифор (Das Heiligtum der Athena Polias Nikephoros). 1886

- Древности Эгея (Altertümer von Aegae). 1889[2].